# Luise Neumann

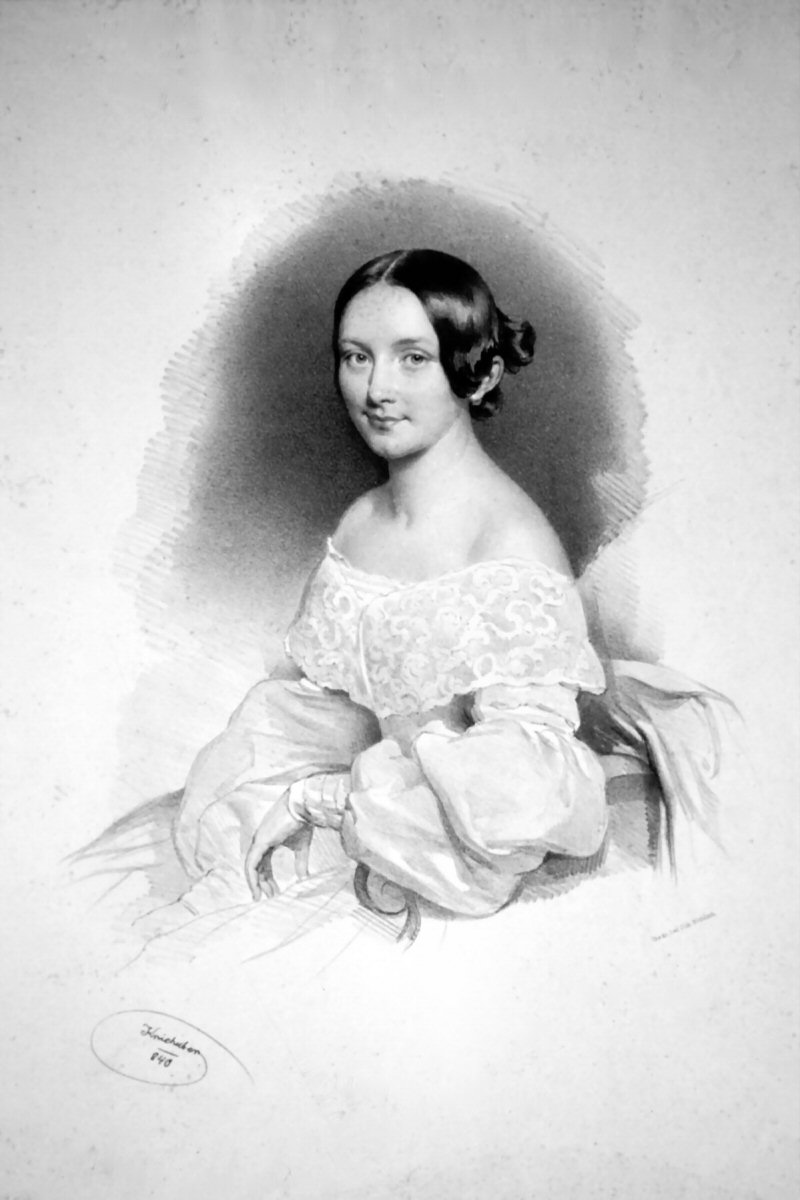
Luise Neumann; Lithographie von Joseph Kriehuber 1840

Luise Neumann, gelegentlich Louise Neumann, (* 7. Dezember 1818 in Karlsruhe; † 17. Oktober 1905 in Rabensburg) war eine deutsche Schauspielerin.

## Leben
Luise Neumann war eine Tochter der Schauspielerin Amalie Haizinger aus deren erster Ehe mit dem Schauspieler Carl Neumann (* 1788, † 4. September 1823). Die Schauspielerin Adolfine Neumann (1822–1844) war ihre jüngere Schwester. 
Von ihrer Mutter erhielt sie ihren ersten künstlerischen Unterricht und konnte bereits am 25. April 1835 in Breslau am Stadttheater als „Walpurgis“ in Carl Loewes Goldschmieds Töchterlein debütieren.
Noch im selben Jahr erhielt Neuman ein Engagement am Hoftheater ihrer Heimatstadt. Bereits am 16. Oktober 1839 stand sie dort als „Christine“ in Königin mit 16 Jahren erstmals auf der Bühne. Von dort aus ging sie nach Wien ans Hoftheater und debütierte dort sehr erfolgreich in Der aufrichtige Freund als „Hannchen“. 
Am 19. Dezember 1856 stand sie in der Rolle des Lorle bzw. Leonore in Dorf und Stadt von Charlotte Birch-Pfeiffer (1800–1868) letztmalig auf der Bühne. Am 14. Januar 1857 heiratete sie den zehn Jahre jüngeren Reichsgrafen Karl von Schönfeldt (1828–1886), mit dem sie anschließend nach Graz zog.

## Rezeption
Luise Neumann war der erklärte Liebling des Publikums. Selbst Kritiker wie Heinrich Anschütz und Ludwig Speidel ließen in ihren Rezensionen über Jahre daran keinen Zweifel. Ein Schwerpunkt ihres künstlerischen Schaffens war das Fach der naiven und sentimentalen Liebhaberinnen und der Ausruf Voila, une actrice! („Das ist eine Schauspielerin!“) wird von Émile Zola kolportiert.
Ihr Enkel war Carl von Schönfeldt, der unter dem Pseudonym Rudolf Hornegg als Quizmaster beim ORF in Österreich bekannt wurde.

## Rollen (Auswahl)
- Walpurgis – Goldschmieds Töchterlein (Carl Loewe)
- Julie – Die deutsche Hausfrau (August von Kotzebue)
- Christine – Königin von 16 Jahren (Theodor Hell)
- Hannchen – Ein aufrichtiger Freund (Franz August von Kurländer)
- Lorle – Dorf und Stadt (Charlotte Birch-Pfeiffer)
- Beatrice – Viel Lärm um nichts (William Shakespeare)
- Minna – Minna von Barnhelm (Gotthold Ephraim Lessing)
- Ida – Der Jesuit und sein Zögling (Johannes Krüger)

## Zitat
Heinrich Anschütz in seinen Erinnerungen 1866:
Louise Neumann war für ihren Beruf in ihrer äußeren Erscheinung durch Gaben der Natur vorteilhaft ausgestattet. Ihre Gesichtszüge waren regelmäßig, sehr angenehm durch eine vorherrschend freundlichen und heiteren Grundton und belebt durch ein glanzvolles Auge, aus welchem Geist und sittliche Reinheit sprachen und das jedes Ausdrucks fähig war; der wohlgeformte Mund bewegte sich zierlich und ließ die schönsten Zähne sehen. Die Figur nur mittelgroß, war von angenehmen, runden Formen, und alle diese Einzelheiten wurde zu dem bezaubernsten (sic!) Ganzen durch ein Geschenk, welches eben nur die Natur in der Wiege beschert, durch die Grazie im Ausdruck.